# Monturque
Monturque è un comune spagnolo di 1 962 abitanti situato nella comunità autonoma dell'Andalusia.